# Upper Austria Ladies Linz 2023
Upper Austria Ladies Linz 2023 là một giải quần vợt nữ chuyên nghiệp thi đấu trên mặt sân cứng trong nhà. Đây là lần thứ 32 giải đấu được tổ chức, và là một phần của WTA 250 trong WTA Tour 2023. Giải đấu diễn ra tại Design Center Linz ở Linz, Áo, từ ngày 6 đến ngày 12 tháng 2 năm 2023. Do vấn đề về lịch thi đấu, giải đấu đã hoãn sang tháng 2 năm 2023 để các tay vợt hàng đầu của WTA tham dự.

## Điểm và tiền thưởng

### Phân phối điểm
| Sự kiện | VĐ  | CK  | BK  | TK | Vòng 1/16 | Vòng 1/32 | Q  | Q2 | Q1 |
| Đơn     | 280 | 180 | 110 | 60 | 30        | 1         | 18 | 12 | 1  |
| Đôi     | 280 | 180 | 110 | 60 | 1         | —         | —  | —  | —  |

### Tiền thưởng
| Sự kiện | VĐ      | CK      | BK      | TK     | Vòng 1/16 | Vòng 1/321 | Q2     | Q1   |
| Đơn     | $43,000 | $21,400 | $11,500 | $6,175 | $3,400    | $2,100     | $1,020 | $600 |
| Đôi *   | $12,300 | $6,400  | $3,435  | $1,820 | $960      | —          | —      | —    |

1 Tiền thưởng vượt qua vòng loại cũng là tiền thưởng vòng 1/32

* mỗi đội

## Nội dung đơn

### Hạt giống
| Quốc gia | Tay vợt               | Xếp hạng1 | Hạt giống |
| -------- | --------------------- | --------- | --------- |
| GRE      | Maria Sakkari         | 7         | 1         |
|          | Ekaterina Alexandrova | 17        | 2         |
| ROU      | Irina-Camelia Begu    | 27        | 3         |
| UKR      | Anhelina Kalinina     | 31        | 4         |
| CRO      | Donna Vekić           | 33        | 5         |
| CRO      | Petra Martić          | 36        | 6         |
| USA      | Bernarda Pera         | 41        | 7         |
|          | Anastasia Potapova    | 43        | 8         |

- Bảng xếp hạng vào ngày 30 tháng 1 năm 2023

### Vận động viên khác
Đặc cách:
- Julia Grabher
- Sofia Kenin
- Eva Lys

Bảo toàn thứ hạng:
- Jaqueline Cristian
- Patricia Maria Țig

Vượt qua vòng loại:
- Marina Bassols Ribera
- Sara Errani
- Anna-Lena Friedsam
- Dalma Gálfi
- Rebeka Masarova
- Viktoriya Tomova

Thua cuộc may mắn:
- Varvara Gracheva
- Kamilla Rakhimova
- Clara Tauson

### Rút lui
Trước giải đấu
- Elisabetta Cocciaretto → thay thế bởi  Tamara Korpatsch
- Danka Kovinić → thay thế bởi  Kamilla Rakhimova
- Jasmine Paolini → thay thế bởi  Alycia Parks
- Kateřina Siniaková → thay thế bởi  Clara Tauson
- Patricia Maria Țig → thay thế bởi  Varvara Gracheva

### Retirements
- Dalma Gálfi (chấn thương đùi phải)

## Nội dung đôi

### Hạt giống
| Quốc gia | Tay vợt           | Quốc gia | Tay vợt             | Xếp hạng1 | Hạt giống |
| -------- | ----------------- | -------- | ------------------- | --------- | --------- |
|          | Alexandra Panova  | USA      | Alycia Parks        | 117       | 1         |
| CZE      | Anastasia Dețiuc  | CZE      | Miriam Kolodziejová | 135       | 2         |
|          | Kamilla Rakhimova |          | Yana Sizikova       | 142       | 3         |
| USA      | Kaitlyn Christian | USA      | Sabrina Santamaria  | 143       | 3         |

- 1 Bảng xếp hạng vào ngày 30 tháng 1 năm 2023

### Vận động viên khác
Đặc cách:
- Veronika Bokor /  Alina Michalitsch
- Melanie Klaffner /  Sinja Kraus

Bảo toàn thứ hạng:
- Andrea Gámiz /  Georgina García Pérez

### Rút lui
- Monique Adamczak /  Rosalie van der Hoek → thay thế bởi  Jesika Malečková /  Rosalie van der Hoek
- Alicia Barnett /  Olivia Nicholls → thay thế bởi  Andrea Gámiz /  Georgina García Pérez
- Anna Bondár /  Kimberley Zimmermann → thay thế bởi  Bibiane Schoofs /  Kimberley Zimmermann
- Nadiia Kichenok /  Makoto Ninomiya → thay thế bởi  Anna-Lena Friedsam /  Nadiia Kichenok

## Nhà vô địch

### Đơn
- Anastasia Potapova đánh bại  Petra Martić, 6–3, 6–1

### Đôi
- Natela Dzalamidze /  Viktória Kužmová đánh bại  Anna-Lena Friedsam /  Nadiia Kichenok 4–6, 7–5, [12–10]